# Шинеры (Вурнарский район)
Шине́ры (чув. Шӗнер Ишек) — деревня в Вурнарском районе Чувашской Республики. Административный центр Шинерского сельского поселения.

## География
Находится в центральной части Чувашии, на расстоянии приблизительно 15 км на северо-запад по прямой от районного центра поселка Вурнары на правом берегу речки Большой Цивиль.

## История
Известна с 1858 года как околоток деревни Яндобы (ныне не существует) с 348 жителями. В 1906 году было учтено115 дворов и 660 жителей, в 1926—172 двора, 806 жителей, в 1939—883 жителя, в 1979—786. В 2002 году было 211 дворов, в 2010—186 домохозяйств. В 1931 году был образован колхоз «Первое Мая».

## Население
Постоянное население составляло 532 человека (чуваши 97 %) в 2002 году, 507 в 2010.